# Dendrobium rhodobalion
Dendrobium rhodobalion är en orkidéart som beskrevs av Rudolf Schlechter. Dendrobium rhodobalion ingår i släktet Dendrobium, och familjen orkidéer. Inga underarter finns listade i Catalogue of Life.